# ITA Airways
ИТА ервејз (итал. Italia Trasporto Aereo S.p.A., ITA Airways) је национална авио-компанија Италије са седиштем у Риму. Главна база ове компаније је Аеродром Леонардо да Винчи у Риму, а споредна Аеродром Малпенса у Милану. 
Ита ервејз је наследник некадашње компаније Алиталија коју је откупила. Планира се да преузме већину њене имовине. Предузеће је основано 11. новембра 2020, а почело је са летовима 15. октобра 2021. 
Стопостотни власник компаније је Влада Италије, односно њено Министарство економије и финансија.